# حسن مكي
أ.د. حسن مكي محمد أحمد
- مواليد الحصاحيصا عام 1950م الحي الأوسط ولاية الجزيرة
- تنقل في مراحل التعليم ما بين الحصاحيصا - حنتوب - ثم جامعة الخرطوم كلية الآداب قسم الفلسفة والتاريخ
- نال درجة الماجستير عام 1982 م جامعة الخرطوم - معهد الدراسات الأفريقية والآسيوية
- نال درجة الدكتوراة عام 1989 م جامعة الخرطوم - معهد الدراسات الأفريقية والآسيوية[1]
- نال درجة الاستاذية (بروفيسور) في الدراسات الأفريقية عام 2000 م
- عمل بعد تخرجه متفرغا للدعوة الإسلامية في صفوف الحركة الإسلامية في دارفور وجنوب السودان
- عمل باحثا في المركز الإسلامي الأفريقي بالخرطوم ثم انتقل للمؤسسة الإسلامية في لستر بانجلترا
- ساهم في وضع مناهج مركز الدراسات الأفريقية بجامعة أفريقيا العالمية ثم أصبح عميدا للمركز حتي العام 2009م
- كان رئسا لاتحاد طلاب مدرسة حنتوب الثانوية
- اسس مجلة الجامعة الناطقة باسم الاتحاد عام 1972م ابان توليته الامانه الثقافية للاتحاد بعد انقطاع دام زهاء الخمسة عشر عاما
- قضي ثلاثة سنوات في المعتقل نتيجة لنشاطاته السياسية بجامعة الخرطوم

## صدر له حتي الآن
- الارومو - دراسة تحليلية
- تطور اوضاع المسلمين الإرتريين
- السياسات الثقافية للصومال الكبير 1887-1986م[2]
- اوضاع الثقافة الإسلامية في جنوب السودان
- أحمد بن ادريس الفاسي - فكره السياسي ومنهجه في الدعوة
- الثقافة السنارية (المغزي والمضمون)
- اوضاع غير المسلمين في المجتمع الإسلامي
- ابعاد التبشير المسيحي في العاصمة القومية 1990
- التبشير المسيحي في العاصمة المثلثة 1983م
- المشروع التنصيري في السودان [3]
- السودان: التصميم المسيحي
- حركة البعث الإسلامي في إيران
- حركة الاخوان المسلمين في السودان 1944-1969م
- الحركة الإسلامية في السودان 1969 1985 تاريخها وخطابها السياسي
- الحركة الطلابية السودانية بين الامس واليوم
- مفاهيم في فقه الحركة
- قصتي مع الحركة الإسلامية

بالإضافة للكثير من البحوث العلمية منشورة في الدوريات العلمية داخل وخارج السودان

## العضويات
يتمتع بعضوية ومجالس بعض المؤسسات منها:
- دار الوثائق المركزية
- إدارة مركز دراسات الكوارث واللاجئين
- إدارة مركز مبارك قسم الله للبحوث وتدريب الدعاة
- رئيس مجلس إدارة احباب الله الخرية
- المجلس الاستشاري لوزير الخارجية
- رئيس هيئة تحرير مجلة دراسات أفريقية (منبر الجامعة والمركز)
- نائب رئيس الفريق العربي للحوار الإسلامي - المسيحي
- مدير جامعة أفريقيا العالمية

## جوائز
هذا وقد نال جائزة الإمام عبد الحميد بن باديس للثقافة والعلوم عام 1993 م المقدمة من مركز دراسات المستقبل لندن والمعهد العالمي للفكر الإسلامي واشنطن.